# Dasineura pini
Dasineura pini är en tvåvingeart som först beskrevs av Ephraim Porter Felt 1907.  Dasineura pini ingår i släktet Dasineura och familjen gallmyggor.
Artens utbredningsområde är New York. Inga underarter finns listade i Catalogue of Life.